# Australische Cricket-Nationalmannschaft in Südafrika in der Saison 2023
Die Tour der australischen Cricket-Nationalmannschaft nach Südafrika in der Saison 2023 fаnd vom 30. August bis zum 17. September 2023 statt. Die internationale Cricket-Tour war Bestandteil der internationalen Cricket-Saison 2023 und umfasste fünf ODIs und drei Twenty20s. Australien gewann die Twenty20-Serie 3–0, während Südafrika die ODI-Serie 3–2 gewabb.

## Vorgeschichte
Australien spielte zuvor eine Tour in England, für Südafrika war es die erste Tour der Saison. Das letzte Aufeinandertreffen der beiden Mannschaften bei einer Tour fand in der Saison 2019/20 in Südafrika statt.

## Stadion
Die folgenden Stadien wurden für die Tour als Austragungsorte vorgesehen:
| Stadion                  | Stadt         | Kapazität | Spiele      |
| ------------------------ | ------------- | --------- | ----------- |
| Chevrolet Park           | Bloemfontein  | 20.000    | 1. & 2. ODI |
| Centurion Park           | Centurion     | 22.000    | 4. ODI      |
| Sahara Stadium Kingsmead | Durban        | 25.000    | 1. – 3. T20 |
| Wanderers Stadium        | Johannesburg  | 34.000    | 5. ODI      |
| Senwes Park              | Potchefstroom | 18.000    | 3. ODI      |

## Kaderlisten
Australien benannte seine Kader am 7. August 2023.
| ODI | ODI | Twenty20 | Twenty20 |
| Südafrika | Australien | Südafrika | Australien |
| --- | --- | --- | --- |
| - Temba Bavuma (K) - Dewald Brevis - Gerald Coetzee - Quinton de Kock (wk) - Bjorn Fortuin - Reeza Hendricks - Marco Jansen - Heinrich Klaasen - Sisanda Magala - Keshav Maharaj - Aiden Markram - David Miller - Lungi Ngidi - Anrich Nortje - Wayne Parnell - Kagiso Rabada - Tabraiz Shamsi - Tristan Stubbs (wk) - Rassie van der Dussen | - Mitchell Marsh (K) - Sean Abbott - Ashton Agar - Alex Carey (wk) - Pat Cummins - Tim David - Nathan Ellis - Cameron Green - Aaron Hardie - Josh Hazlewood - Travis Head - Josh Inglis (wk) - Spencer Johnson - Marnus Labuschagne - Glenn Maxwell - Tanveer Sangha - Steven Smith - Mitchell Starc - Marcus Stoinis - David Warner - Adam Zampa | - Aiden Markram (K) - Temba Bavuma - Matthew Breetzke (wk) - Dewald Brevis - Gerald Coetzee - Donovan Ferreira (wk) - Bjorn Fortuin - Reeza Hendricks - Marco Jansen - Sisanda Magala - Keshav Maharaj - Lungi Ngidi - Tabraiz Shamsi - Tristan Stubbs (wk) - Rassie van der Dussen - Lizaad Williams | - Mitchell Marsh (K) - Sean Abbott - Jason Behrendorff - Tim David - Nathan Ellis - Aaron Hardie - Travis Head - Josh Inglis (wk) - Spencer Johnson - Glenn Maxwell - Tanveer Sangha - Matthew Short - Steven Smith - Marcus Stoinis - Ashton Turner - Matthew Wade (wk) - Adam Zampa |

## Twenty20 Internationals

### Erstes Twenty20 in Durban
| 30. August Scorecard | Durban | Australien 226-6 (2o)           | – | Südafrika 115 (15.3) |
|                      |        | Australien gewinnt mit 111 Runs |   |                      |

Südafrika gewann den Münzwurf und entschied sich als Feldmannschaft zu beginnen. Als Spieler des Spiels wurde Mitchell Marsh ausgezeichnet.

### Zweites Twenty20 in Durban
| 1. September Scorecard | Durban | Südafrika 164-8 (20)             | – | Australien 168-2 (14.5) |
|                        |        | Australien gewinnt mit 8 Wickets |   |                         |

Australien gewann den Münzwurf und entschied sich als Feldmannschaft zu beginnen. Als Spieler des Spiels wurde Sean Abbott ausgezeichnet.

### Drittes Twenty20 in Durban
| 3. September Scorecard | Durban | Südafrika 190-8 (20)             | – | Australien 191-5 (17.5) |
|                        |        | Australien gewinnt mit 5 Wickets |   |                         |

Südafrika gewann den Münzwurf und entschied sich als Schlagmannschaft zu beginnen. Als Spieler des Spiels wurde Travis Head ausgezeichnet.

## One-Day Internationals

### Erstes ODI in Bloemfontein
| 7. September Scorecard | Bloemfontein | Südafrika 222 (49)               | – | Australien 225-7 (40.2) |
|                        |              | Australien gewinnt mit 3 Wickets |   |                         |

Australien gewann den Münzwurf und entschied sich als Feldmannschaft zu beginnen. Als Spieler des Spiels wurde Marnus Labuschagne ausgezeichnet.

### Zweites ODI in Bloemfontein
| 9. September Scorecard | Bloemfontein | Australien 392-8 (50)           | – | Südafrika 269 (41.5) |
|                        |              | Australien gewinnt mit 123 Runs |   |                      |

Südafrika gewann den Münzwurf und entschied sich als Feldmannschaft zu beginnen. Als Spieler des Spiels wurde Marnus Labuschagne ausgezeichnet.

### Drittes ODI in Potchefstroom
| 12. September Scorecard | Potchefstroom | Südafrika 338-6 (50)           | – | Australien 227 (34.3) |
|                         |               | Südafrika gewinnt mit 111 Runs |   |                       |

Australien gewann den Münzwurf und entschied sich als Feldmannschaft zu beginnen. Als Spieler des Spiels wurde Aiden Markram ausgezeichnet.

### Viertes ODI in Centurion
| 15. September Scorecard | Centurion | Südafrika 416-5 (50)           | – | Australien 252 (34.5) |
|                         |           | Südafrika gewinnt mit 164 Runs |   |                       |

Australien gewann den Münzwurf und entschied sich als Feldmannschaft zu beginnen. Als Spieler des Spiels wurde Heinrich Klaasen ausgezeichnet.

### Fünftes ODI in Johannesburg
| 17. September Scorecard | Johannesburg | Südafrika 315-9 (50)           | – | Australien 193 (34.1) |
|                         |              | Südafrika gewinnt mit 122 Runs |   |                       |

Australien gewann den Münzwurf und entschied sich als Feldmannschaft zu beginnen. Als Spieler des Spiels wurde Marco Jansen ausgezeichnet.

## Auszeichnungen

### Player of the Series
Als Player of the Series wurden der folgende Spieler ausgezeichnet.
| Serie    | Player of the Series |
| -------- | -------------------- |
| ODI      | Aiden Markram        |
| Twenty20 | Mitchell Marsh       |

### Player of the Match
Als Player of the Match wurden die folgenden Spieler ausgezeichnet.
| Spiel       | Player of the Match |
| ----------- | ------------------- |
| 1. ODI      | Marnus Labuschagne  |
| 2. ODI      | Marnus Labuschagne  |
| 3. ODI      | Aiden Markram       |
| 4. ODI      | Heinrich Klaasen    |
| 5. ODI      | Marco Jansen        |
| 1. Twenty20 | Mitchell Marsh      |
| 2. Twenty20 | Sean Abbott         |
| 3. Twenty20 | Travis Head         |